# Benedetta Orsi
Benedetta Orsi (* 25. Februar 2000 in Sassuolo) ist eine italienische Fußballspielerin.

## Karriere

### Verein
Orsi begann ihre Karriere im Jahr 2014 bei Reggiana und war hier auch noch aktiv, nachdem der Verein 2016 durch Sassuolo übernommen wurde. Für die Saison 2017/18 wechselte sie auf Leihbasis zu Empoli. Seit der Spielzeit 2018/19 ist sie wieder durchgehend bei Sassuolo aktiv.

### Nationalmannschaft
Für die italienische U19 war sie von 2018 bis 2019 in Qualifikationsspielen für die Europameisterschaft 2019 aktiv. Ihre erste Nominierung für die italienischen A-Nationalmannschaft erfolgte 2021. Danach folgten zunächst noch Einsätze in der U23. Im Folgejahr war sie beim Algarve-Cup 2022 dabei und kam hier am 16. Februar des Jahres bei einem 1:0-Sieg über Dänemark erstmals zu einem Einsatz. In den beiden weiteren Spielen wurde sie ebenfalls eingesetzt. Ein Jahr später kam sie noch zu Einsätzen beim Arnold Clark Cup 2023, worauf eine Nominierung für die WM 2023 folgte.
Dort gab sie im letzten Gruppenspiel gegen Südafrika mit einem Einsatz in der Startelf ihr Turnier-Debüt. Orsi verschuldete beim Stand von 1:0 für ihre Mannschaft in der 32. Minute ein Eigentor, welches sie durch einen unkontrollierten Rückpass auf die Torhüterin Durante erzielte. Am Ende gewann Südafrika die Partie mit 3:2 und Italien schied aus dem Turnier aus. Sie selbst wurde in der 90. + 10. Minute für Benedetta Glionna ausgewechselt.